# Fischtreppe Geesthacht

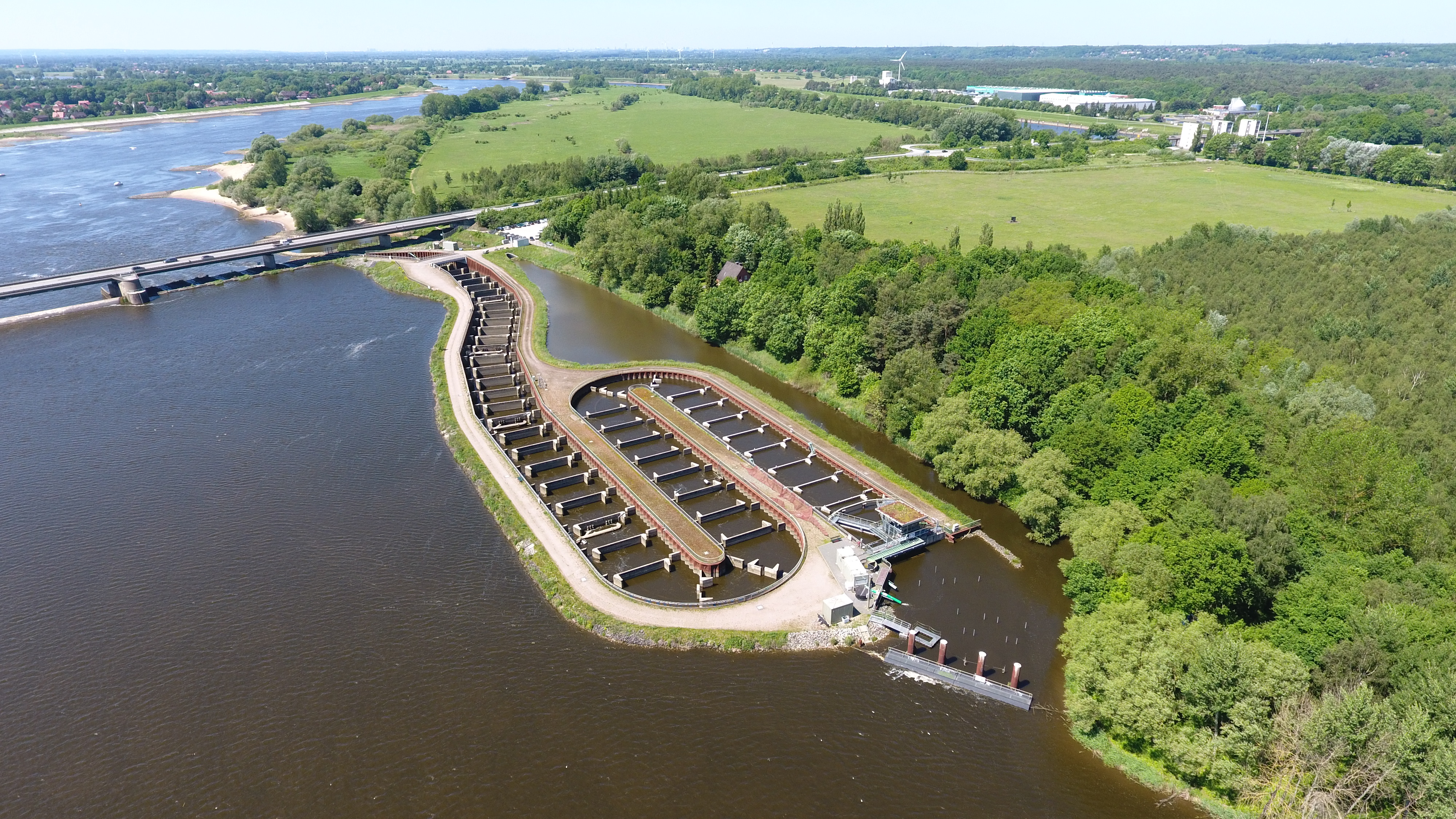
Neue Fischtreppe Geesthacht

Die Fischtreppe Geesthacht bei Geesthacht hilft Fischen, die Höhe der Staustufe Geesthacht in der Elbe am deutschen Elbe-Kilometer 585,9 zu überwinden und so flussaufwärts zu laichen. Die Fischtreppe am nördlichen Elbufer wurde 2010 erbaut und ist die größte Fischtreppe Europas.
Nach einer Unterspülung ließ das Wasserstraßenamt die gesamte Fischtreppe im August 2019 zuschütten. Die Wiederherstellung war auch 2021 noch nicht gesichert.

## Bau als Ausgleichsmaßnahme
Als ökologische Schadensvermeidungs- und -begrenzungsmaßnahme für das Kohlekraftwerk Moorburg in Hamburg hat Vattenfall am Nordufer des Wehres in Geesthacht eine neue zweite Fischaufstiegshilfe errichten lassen und war bis Ende des Jahres 2021 deren Betreiber; seit 2022 mit der Stilllegung des Kohlekraftwerks obliegt ihr Betrieb und damit auch ihr Unterhalt dem Wasserstraßen- und Schifffahrtsamt Elbe.

## Konstruktion

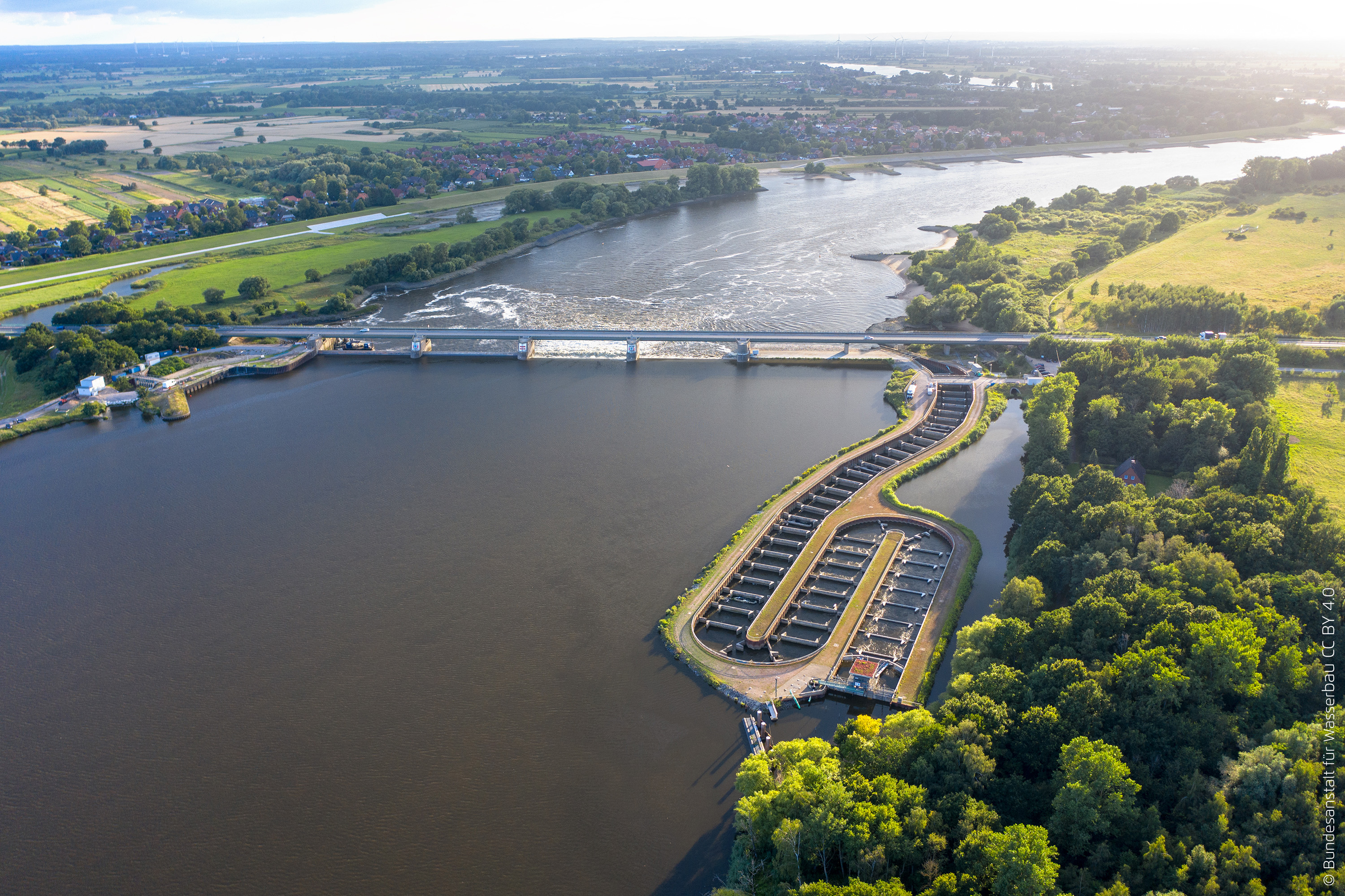
Blick von Osten auf die Fischtreppe und das fünffeldrige Wehr

Die 49 Becken der Fischtreppe sind jeweils 16 Meter breit und 9 Meter lang. Der Verlauf ist geschlungen und insgesamt 550 Meter lang. Durch seitliche Schlitze in den Becken können die Fische ins nächsthöhere Becken gelangen. Die Anlage wurde am 23. September 2010 offiziell in Betrieb genommen. Durch diese Anlage gelangen nun auch Wanderfische wie Lachse, Meerforellen und Störe in ihre ursprünglichen Laichgebiete in der mittleren und oberen Elbe.

## Fischarten
Von 2010 bis 2021 haben 50 Fischarten mit 2 Millionen Fischen die Staustufe passiert. Maximal 30.000 Fische pro Tag wurden bisher gezählt. Es wurden Zander, Hecht, Europäischer Wels, Europäischer Aal, Meerforelle, Quappe, Lachse, Streifenbarsch, Sternhausen, Sibirischer Stör, Flussneunauge, Meerneunauge, Dreistachliger Stichling und Flunder beobachtet. Nach dem Aufstieg werden die Fische in einem Auffangkorb registriert und danach über eine Rutsche wieder in die Elbe abgegeben.

## Alte Fischtreppe am Südufer

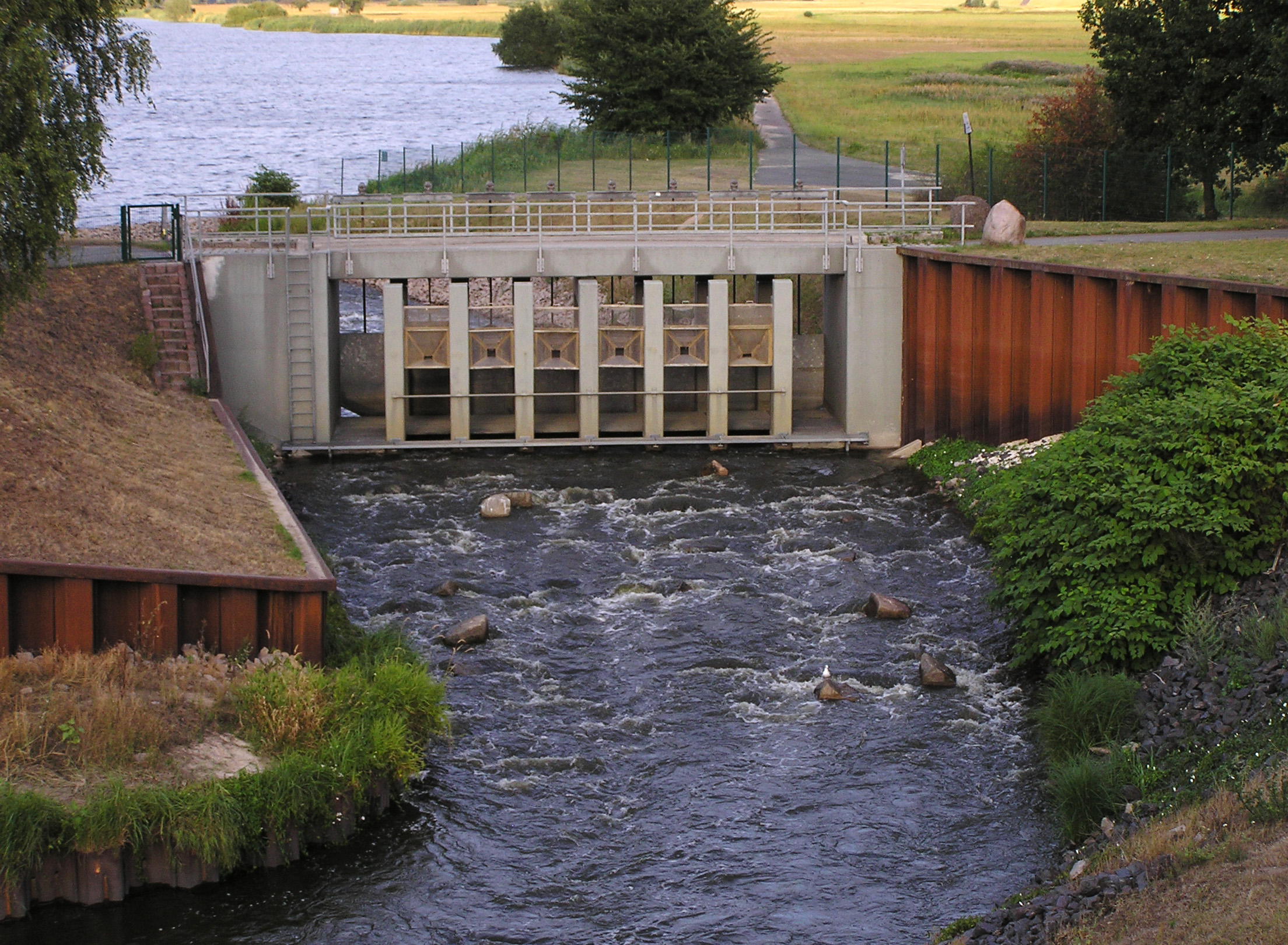
Gerinne der Alten Fischtreppe

Um Fischen die Fortbewegung trotz des Höhenunterschiedes zu ermöglichen, umgeht die 216 Meter lange und elf Meter breite Alte Fischtreppe das Wehr am südlichen Elbufer (Lage). Das Raugerinne, eine künstliche Stromschnelle, umfasst drei Gefällestrecken mit Wassertiefen von 80 cm und zwei 1,2 Meter tiefe Ruhebecken. Im Verlauf befindet sich eine Betriebswegebrücke mit acht Schützen und sechs Kontrollreusen.
Die Gefällestrecken sind mit Störsteinen ausgestattet, die eine starke Lockströmung für Fische hervorrufen sollen. Durch den künstlichen Wildbach fließen 6,3 m³ Wasser je Sekunde ab. Die Anlage vom April 1998 ersetzte die bereits zuvor vorhandene Fischtreppe und einen Fischpass, die nicht voll funktionstüchtig waren.
Der Fischaufstieg wurde von Mai 1998 bis März 2000 untersucht. Statt der in der alten Anlage festgestellten 27 Fischarten wurden nun 32 vorgefunden, es fehlten jedoch Hechte, Silberkarpfen und Bachforellen. Dagegen gab es unter anderem die Arten Graskarpfen, Kleine Maräne, Hasel, Gründling, Barbe, Wels, Flunder, Ukelei und Güster.